# Hardvapour
Hardvapour é um microgênero baseado na internet O gênero músical surgiu no final de 2015 como uma resposta irônica ao vaporwave O Hardvapour é um som agressivo que tem visuais deliberadamente desatualizados .
1. ↑  Dazed (28 de abril de 2016). «Inside 'hardvapour', the internet's latest microgenre». Dazed (em inglês). Consultado em 28 de setembro de 2022
2. ↑  «This New Hardvapour Comp Is a Perfect Soundtrack to the Horrifying Comedy of the Modern Era». www.vice.com (em inglês). Consultado em 28 de setembro de 2022
3. ↑  «PREMIERE: Explore the Bizarre World of Hardvapour with DJ ALINA's 'MANIAX'». Complex (em inglês). Consultado em 28 de setembro de 2022